# پادشاه ولگرد (فیلم ۱۹۸۲)
پادشاه ولگرد (به تامیلی: Pokkiri Raja) فیلمی محصول سال ۱۹۸۲ و به کارگردانی اس. پی موتارمن است. در این فیلم بازیگرانی همچون راجینیکانت، سری دوی، رادیکا ایفای نقش کرده‌اند.